# Narthex

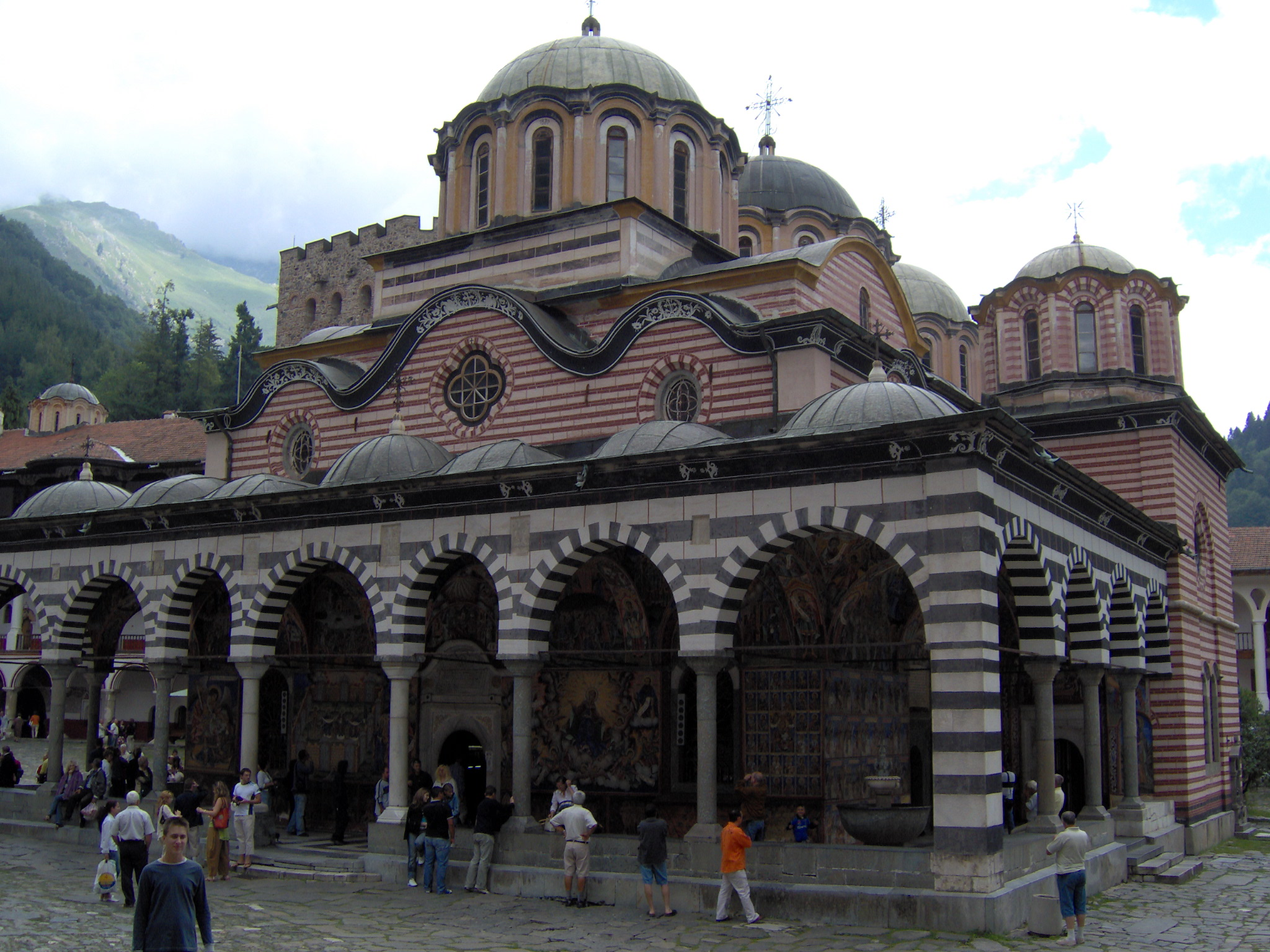
Exonarthex Rilského kláštera

Narthex, též chrámová předsíň je vstupní prostor u hlavního vchodu do kostela. U raně křesťanských a raně středověkých bazilik může označovat také nádvoří obehnané sloupy.

## Etymologie
Slovo narthex pochází ze starořeckého slova νάρθηξ (narthēx), které znamená prut. Jak se tento termín přenesl na architektonický prvek, není zcela objasněno. Snad pochází původně z označení běžecké dráhy ohraničené pruty.

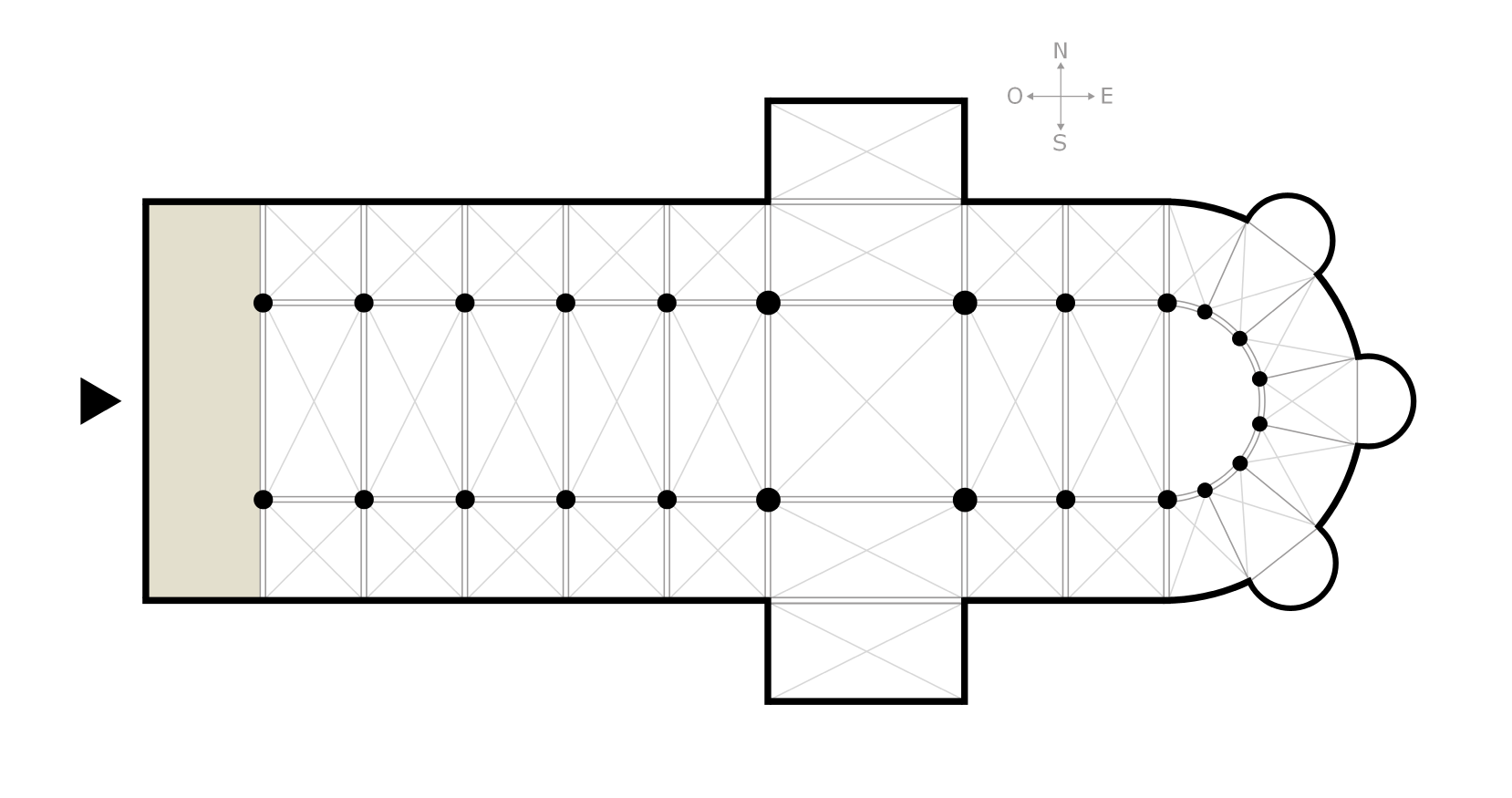
Umístění esonarthexu v západní části kostela

## Termín
Termínem narthex se označuje v raně křesťanských a byzantských bazilikách prostor ve formě úzké jednopodlažní předsíně spojené arkádami s lodí kostela. Pokud se prostor nalézá uvnitř kostela, označuje se jako esonarthex, pokud se nachází vně fasády stavby, jedná se o exonarthex. Tento stavební prvek se objevuje ojediněle též na Západě jako čtvercové atrium (srovnatelné s ambitem středověkých klášterů) před kostelem. Převážně je napojeno na západní stranu kostela a sloužilo při obřadech křtů, pokud nebylo k dispozici baptisterium, pro zpovědi a nebo také pro sňatky. U klasických románských bazilik a u gotických katedrál se vstupní hala termínem narthex neoznačuje. U arménské klášterní architektury se jako varianta narthexu rozvinul stavební prvek zvaný gavit.

## Původ
Narthex se objevil v raném křesťanství poprvé v Římě u Lateránské baziliky jako křížová předsíň v době vlády císaře Konstantina I., který v letech 313-319 nechal u Lateránského paláce vystavět první velkou křesťanskou baziliku. Ve své formě je pozůstatkem původního prostylu, ve kterém byla často kašna pro rituální omývání před vstupem do kostela. Tyto rituální očisty jsou přítomny doposud v islámu. Později se z velkého atriového nádvoří vyvinula tato zmenšená forma předsíně.

## Využití
Narthex měl bezpochyby liturgickou úlohu, což ale nevylučuje i jiné možnosti využití: např. sloužil jako noční útočiště při velkých poutích, při katechumenátu, pro shromáždění uchazečů o křest nebo kajícníků, kteří byli dočasně vyloučeni z účasti na svátosti. Zaručeně se v tomto prostoru odehrávaly exorcismus, usmíření s kajícníky, nebo ceremonie předcházející křtu.